# FDM Sport
FDM Sport er en dansk motorsportsserie, der blev kørt for første gang i 2016-sæsonen. Den består af 20 biler, som alle ejes af FDM, ligesom foreningen også står som arrangør af serien. FDM Sport fungere som support for Danmarks største serie, Danish Thundersport Championship (DTC).

## Historie
Efter et fælles ønske fra FDM og Aquila Racing Cars om at skabe en bil og en løbsserie, der kunne gøre overgangen fra gokart til større og kraftigere biler nemmere økonomisk, skabte man bilen Aquila Synergy, som gør serien blandt de billigste at deltage i. Aldersgrænsen for deltagelse er sat ned til 14 år, mens der ingen øvre grænse er. 
Hver bil kostede i den første sæson 170.000 kr. plus moms for én sæson, hvor arrangørerne garanterede otte løbsdage, samt to træningsdage på Jyllandsringen. Løbene skulle køres på Jyllandsringen, Ring Djursland og Vålerbanen i norske Våler i Hedmark.
Serien, bilerne og kørerne blev officielt præsenteret på motorshowet Life on Wheels i Messecenter Herning i dagene 5-7. februar 2016. I september blev Max Klinkby-Silver kåret som samlet vinder af den første sæson i FDM Sport.

## Bilerne
Den danske virksomhed Aquila Racing Cars har udviklet chassiset på de 20 biler i feltet, med mekaniske og elektriske dele fra mikrobilen Toyota Aygo. De har alle en vægt på 380 kg, tre cylindere og 81 hestekræfter. 
Teknikken og motoren kommer fra brugte biler, som er blevet skadet, hvilket er med til at holde de samlede omkostninger nede. Dele fra Citroën C1 og Peugeot 107 kan også anvendes, da de er identiske med Aygo'en.
Bilerne har base på FDM Jyllandsringen, og bliver serviceret af DTC-teamet AD Racing. Hverken kører eller teams må selv skrue på deres bil imellem løbene, for at sikre ensartethed blandt bilerne, så det er kørernes evner der bliver afgørende for resultaterne, og ikke materiellet.